# Meliboeus staneki
Meliboeus staneki es una especie de escarabajo del género Meliboeus, familia Buprestidae. Fue descrita científicamente por Obenberger en 1935.